# Ingram Content Group
Ingram Content Group è un fornitore di servizi per l'industria editoriale statunitense con sede a La Vergne, nel Tennessee. L'azienda è una sussidiaria della Ingram Industries, società fondata dal milionario uomo d'affari E. Bronson Ingram II (1931–1995) nel 1978 a Nashville, nel Tennensee.

## Storia
L'Ingram Content Group nacque nel 2009 dalla fusione dell'Ingram Lightning Group con la Ingram Digital Group. Le sue divisioni operative sono Ingram Book Company, Ingram International Inc., Ingram Library Services Inc., Ingram Publisher Services Inc., Ingram Periodicals Inc., Ingram Digital, Lightning Source Inc., Spring Arbor Distributors Inc., e Tennessee Book Company LLC.
Nel '99-2000 la Ingram Industries aveva avviato una trattativa di vendita alla Barnes & Noble, che fu fermata dalle pressioni della distribuzione editoriale indipendente e dell'American Booksellers Association.
A giugno del 2014, Ingram Content Group, Hachette Book Group USA (controllata dell'editore Hachette) e Perseus Books Group annunciarono un'operazione nella quale Hachette avrebbe acquisito Perseus e successivamente ceduto a Ingram la gestione del servizio al cliente. Al 2014, gli aspetti finanziari dell'accordo non erano ancora stati resi pubblici.
Nel 2015 Ingram acquisì il dominio Aer.io che permetteva ai soli siti statunitensi la vendita online del catalogo editoriale della Ingram.
Il 4 aprile 2016, John Ingram fu sostituito da Shaw Morin alla guida del gruppo.
A giugno dell'anno seguente, Ingram acquisì Rowman & Littlefield la Book Network International Limited, distributore avente sede a Plymouth, nel Regno Unito.
A dicembre del 2018, fu diffusa a notizia secondo la quale Ingram Content avrebbe acquisito dalla casa madre Follett Corporation il perimetro di attività del distributore Baker & Taylor nel mercato della distribuzione retail. Ingram notificò la bozza di accordo alla Federal Trade Commission, che avviò un'indagine conoscitiva del mercato, prendendo contatti con Amazon e i più importanti nomi dell'editoria indipendente, al fine di valutare il potenziale impatto dell'operazione.
L'azienda gestisce un catalogo editoriale rivolto a bibliotecari, educatori, librai e rivenditori specializzati, oltre ad un servizio di stampa su richiesta e distribuzione tramite l'unità di business Lightning Source, che offre agli autori la possibilità di stampare copie senza limiti di quantità, tramite cinque sedi operative negli Stati Uniti (Tennessee, Pennsylvania, Ohio, California e una pianificata a Jackson), e ulteriori realtà produttive in Regno Unito, Francia e Australia. Il 31 maggio 2019 è stato siglato un accordo con la Sharjah Book Authority degli Emirati Arabi per la creazione di una struttura nella Sharjah Publishing City, la prima zona di libero scambio al mondo per l'editoria.